# کاترین لپرون
کاترین لپرون (به فرانسوی: Catherine Lépront) (زادهٔ ژوئن ۱۹۵۱ در لو کروزو – درگذشتهٔ ۱۹ اوت ۲۰۱۲ در پاریس) نویسندهٔ صاحب‌نام فرانسوی و برندهٔ جایزهٔ گنکور در سال ۱۹۹۲ بود.

## زندگی
کاترین لپرون در سال ۱۹۵۱ در شهر صنعتی لو کروزو واقع در بورگوین در شرق فرانسه به دنیا آمد. او در خانواده‌ای که حاصل پیوند مشترک یک پزشک و یک نوازنده بود بزرگ شد و خود او هم که به‌خوبی پیانو می‌نواخت.
لپرون همسر مارک دو لونای (به فرانسوی: Marc de Launay) فیلسوف و متفکر فرانسوی بود و با نویسندگانی چون ژیل لروی برندهٔ جایزهٔ گنکور ۲۰۰۷، آنتوان ولودین نویسندهٔ آثار علمی–تخیلی و برخی که اخیراً آثارشان را از سوی انتشارات سویل به بازار عرضه می‌کردند، ارتباط نزدیک و دوستانه‌ای داشت.
لپرون سال‌های بسیاری از بیماری رنج می‌برد اما هرگز نخواست دربارهٔ آن بنویسد. برای او همه‌چیز در فضایی داستانی به وقوع می‌پیوست. او می‌ترسید اگر دربارهٔ خودش بنویسد، احساس شرم کند و تسلط ادبی‌اش را روی سبک و سیاق نوشتاری‌اش از دست بدهد.
لپرون اواخر عمر نیز به عنوان مشاور ادبی به خواندن نسخه‌های دست‌نویس و ترجمه‌شده، برای انتشار در مجموعه‌ای به نام «از تمام دنیا» از سوی مجموعهٔ انتشارات گالیمار مشغول بود.
در نهایت، کاترین لپرون نویسندهٔ صاحب‌نام فرانسوی پس از سال‌ها تحمل رنج بیماری ریوی روز یکشنبه ۱۹ اوت ۲۰۱۲ در ۵۱ سالگی در پاریس درگذشت.
انتشارات سویل دربارهٔ مرگ نابه‌هنگام لپرون نوشت: او در حال نوشتن رمانی بود که از دو ماه پیش تاکنون با او دربارهٔ آن صحبت می‌کردیم. اگر این رمان در وضعیت نسبتاً تمام‌شده‌ای باشد، امیدواریم که بتوانیم آن را منتشر کنیم.

## سبک
رنه دو سکاتی همکار این نویسنده در انتشارات سویل، در مصاحبه با مجلهٔ کتاب فرانسه می‌گوید: او آثارش را بسیار روان‌شناسانه می‌پرداخت اما به طور خاص به‌شدت و با استفاده از مایه‌های طنزآمیز فراوان قدرت لجام‌گسیخته و ناکارآمدی آن را به باد انتقاد می‌گرفت. او دوستدار سوسیالیسم و در پی آن بود تا تعهد سیاسی‌اش را همواره در کتاب‌هایش ابراز کند.
کاترین لپرون بسیار تحت تأثیر ادبیات روس و آثار نویسندگانی چون فیودور داستایفسکی و آنتون چخوف بود و همچنین آثار بزرگانی از ادبیات سدهٔ بیستم آمریکا چون ویلیام فالکنر و ویلیام استیرن را با دقت فراوان می‌خواند و بسیار از آن‌ها یاد می‌کرد. او مانند این دو نویسندهٔ آمریکایی که آثار عمده‌ای در حوزهٔ ادبیات جنگ نوشته‌اند، در رمان «چهرهٔ زیبای دشمن» جنگ الجزایر و در «ناموکل» منازعات هندوچین را به تصویر کشیده‌است.

## آثار
لپرون در طول عمرش بیش از ۳۰ اثر ادبی منتشر کرد که تا سال ۱۹۹۷ آثاری چون «گردش فردا»، «پچ‌پچه»، «بازگشت ژولی فارنس»، «ماهیگیری در ساحل دریا»، «قایقران لوار» و برخی دیگر را از سوی انتشارات گالیمار عرضه می‌کرد.
از اواخر دههٔ ۱۹۹۰ میلادی با جابه‌جایی رنه سکاتی، نویسنده و ناشر سرشناس فرانسوی از انتشارات گالیمار به انتشارات سویل، رمان‌های اخیر لپرون چون «ماجرای موزه»، «دفترچهٔ موش کور سیاه میخاییل جاسوس»، «ناموکل» و «چهرهٔ زیبای دشمن» از سوی سویل منتشر شد.
او که فرزند یک نوازنده بود و خود نیز به‌خوبی پیانو می‌نواخت، حاصل تجربیاتش را در کتاب‌هایی دربارهٔ موسیقی گردآورد. رمان «کافه زیمرمن» (نشر سویل ۲۰۰۱)، مجموعه مقالات «در میان سکوت و اثر» (نشر سویل، ۲۰۰۷) و زندگی‌نامهٔ «کلارا شومان: زندگی با چهار دست» (نشر روبر لافون، ۱۹۸۸) از آثار لپرون در حوزهٔ موسیقی‌اند.
تجربهٔ همکاری داوطلبانهٔ این نویسنده به عنوان پرستار در تشکل‌های مردمی او را به نوشتن رمان «مردم جهان» در سال ۲۰۰۳ واداشت. این رمان در آن زمان با استقبال قابل توجه خوانندگان فرانسوی روبه‌رو شد. لپرون در این کتاب از تجربیات دوران حرفهٔ پرستاری خود در سال‌های دههٔ ۱۹۸۰ میلادی سود جسته و درک عمیقی از رنج، افسردگی و در عین حال برادری، همبستگی و حرمت افراد ساده را به خواننده منتقل می‌کند.
لپرون آثار متعددی هم در حوزهٔ تئاتر نوشته که توسط کارگردانانی چون ژاک روزنر و آلفردو آریاس روی صحنهٔ تئاترهای فرانسوی به اجرا درآمده‌اند.
آخرین رمان لپرون رمانی بود با عنوان «زن انگلیسی» که در زمستان ۲۰۱۲ از سوی نشر سویل روانهٔ بازار کتاب شد.

## جوایز
لپرون در سال ۱۹۹۲ با رمان «سه سرایدار» (انتشارات گالیمار) برندهٔ جایزهٔ گنکور شد.
همچنین هیئت داوران جایزهٔ ادبی لویی گییو روز جمعه ۲۵ ژوئن ۲۰۰۴ این جایزهٔ ادبی را که در سال ۱۹۸۴ برای جاودان‌کردن ارزش‌های ادبی و اخلاقی لویی گییو، نویسندهٔ فرانسوی اهل منطقه برتانی ایجاد شد به کاترین لپرون برای تألیف کتاب «مردمان جهان» انتشارات سویل اهدا کرد. این جایزه به همراه یک جایزهٔ نقدی به مبلغ ۲۰ هزار یورو هر سال به یک کتاب به زبان فرانسوی اهدا می‌گردد که در آن علاوه‌بر اصول ادبی این زبان، ابعاد بشری و انسان‌دوستانه و اخلاق رعایت شده باشند.
لپرون همچنین نامزد جوایز متعددی نیز بوده‌است. او در سال ۲۰۰۸ با رمان «گم‌شدن یک سگ» نامزد دریافت جایزه در بخش ادبیات فرانسهٔ جایزهٔ مدیسی بود. همچنین دیگر اثر اثر کاترین لپرون «دختر انگلیسی» (نشر سویل) نامزد جایزهٔ رادیو فرهنگ/تله‌راما سال ۲۰۱۲ بود. این جایزه از طرف هیئت تحریریهٔ رادیو فرهنگ فرانسه با همکاری مجلهٔ تله‌راما هر سال و با اهدای جایزهٔ نقدی ۵ هزار یورویی از نویسندهٔ بهترین رمان فرانسوی‌زبانی قدردانی می‌کنند که طی سه ماه نخست سال (فصل زمستان) منتشر شده باشد.

## پی‌نوشت
1. ↑  «کاترین لپرون درگذشت»،  ایبنا.
2. ↑  «کاترین لپرون درگذشت»،  ایبنا.
3. ↑  «کاترین لپرون درگذشت»،  ایبنا.
4. ↑  «کاترین لپرون درگذشت»،  ایبنا.
5. ↑  «کاترین لپرون درگذشت»،  ایبنا.
6. ↑  «کاترین لپرون درگذشت»،  ایبنا.
7. ↑  «کاترین لپرون درگذشت»،  ایبنا.
8. ↑  «کاترین لپرون درگذشت»،  ایبنا.
9. ↑  «کاترین لپرون درگذشت»،  ایبنا.
10. ↑  «کاترین لپرون درگذشت»،  ایبنا.
11. ↑  «کاترین لپرون درگذشت»،  ایبنا.
12. ↑  «کاترین لپرون درگذشت»،  ایبنا.
13. ↑  «کاترین لپرون درگذشت»،  ایبنا.
14. ↑  «لپرون برندهٔ لویی گییو»،  جام‌جم.
15. ↑  «کاترین لپرون درگذشت»،  ایبنا.
16. ↑  «کاترین لپرون درگذشت»،  ایبنا.
17. ↑  «کاترین لپرون درگذشت»،  ایبنا.
18. ↑  «لپرون برندهٔ لویی گییو»،  جام‌جم.
19. ↑  «لپرون برندهٔ لویی گییو»،  جام‌جم.
20. ↑  «فهرست نامزدهای جایزهٔ «مدیسی»»،  ایبنا.
21. ↑  «نامزدهای جایزهٔ رادیو فرهنگ...»،  ایبنا.
22. ↑  «نامزدهای جایزهٔ رادیو فرهنگ...»،  ایبنا.